# Campo San Zulian (Venezia)
Campo San Zulian è un campo di Venezia, situato nel sestiere di San Marco.
Geograficamente è situato lungo le mercerie di San Zulian ed è punto di intersezione con il Ramo San Zulian o la Spadaria verso piazza San Marco e Calle dei Segretari che porta in Calle degli Specchieri.
Il campo, molto centrale, prende il nome dall'edificio principale che è la Chiesa di San Zulian che divide il campo dal campiello San Zulian.
Sulla parete dell'edificio adiacente la chiesa si può ammirare un altorilievo raffigurante San Giorgio che uccide il drago. Sotto tale edificio vi era il caffé alla Dea Minerva detto del Menegazzo punto di ritrovo di artisti come Carlo e Gaspare Gozzi

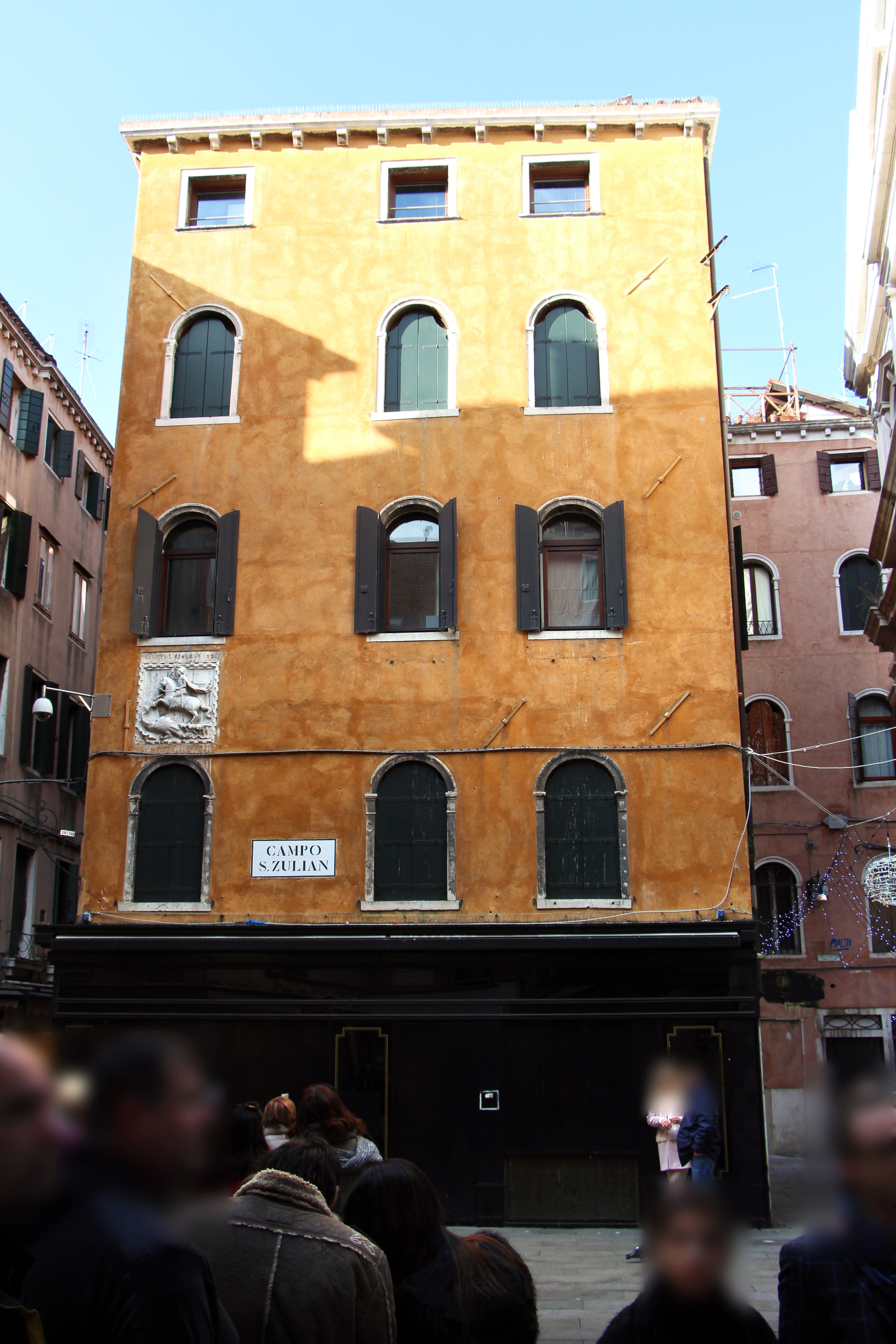
San Giorgio che uccide il drago